# Land Rover Perentie

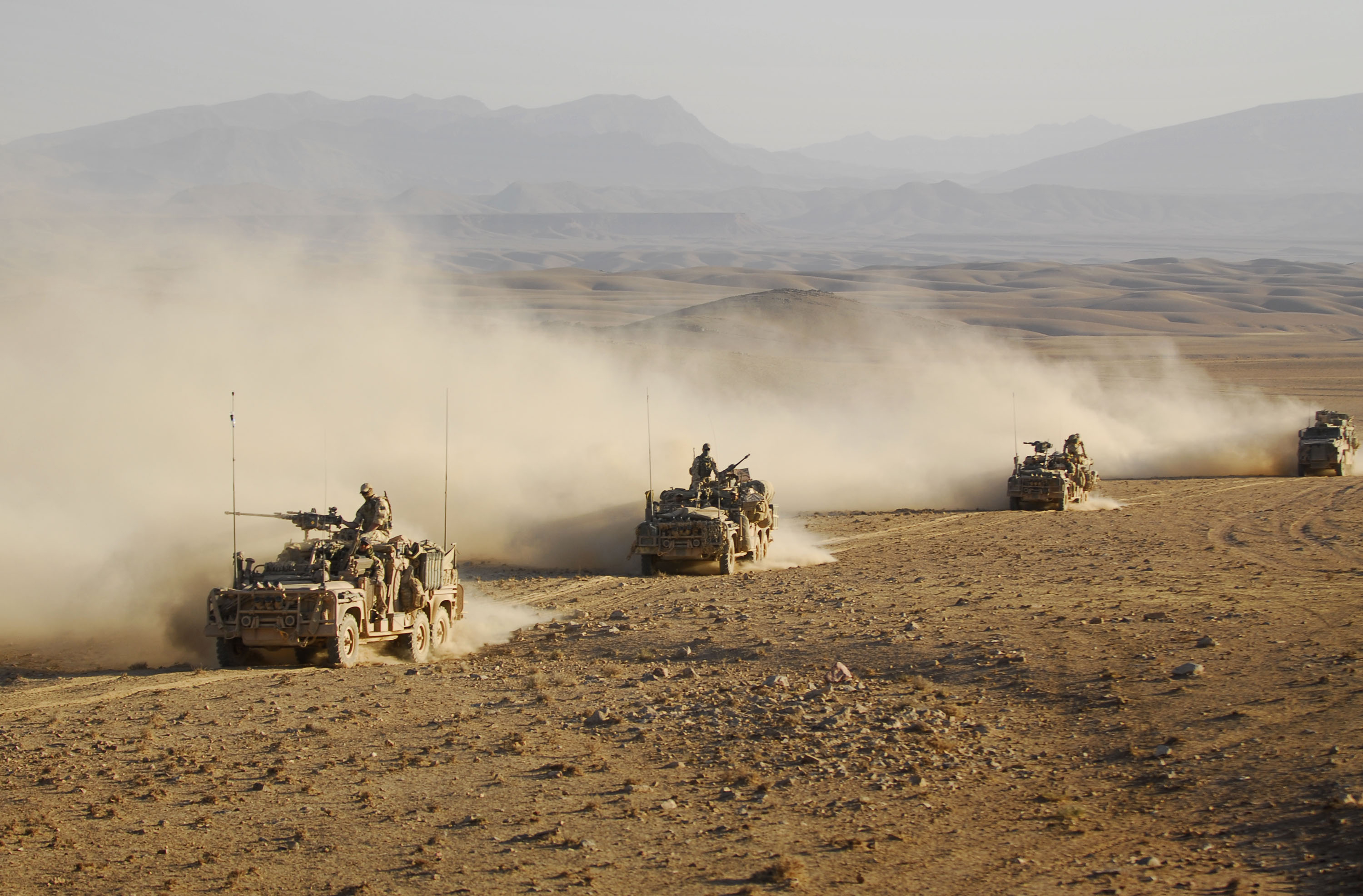
Австралійський спецназ в Афганістані в 2009 році керував сильно модифікованими патрульними машинами великої дальності "Long Range Patrol Vehicle".

Land Rover Perentie  — це прізвисько для Land Rover 110, який виробляв JRA Limited для австралійської армії, а його частини виготовляли та збирали в Мурбанку, Новий Південний Уельс, протягом 1980-х і 1990-х років. Було два контракти на будівництво; перший був у 1988 році, а другий через десять років. Perentie базувався на Land Rover Defender 110 і був представлений у 1987 році для заміни застарілого парку Land Rover серії 2A та 3.
Land Rover Perenties випускалися у варіантах 4 x 4 і 6 x 6 і оснащувалися 3,9-літровим чотирициліндровим дизельним двигуном 4BD1 або 4BD1-T з турбонаддувом Isuzu (див. Список двигунів Isuzu). Вони зарекомендували себе як в Австралії, так і під час операцій за кордоном, зокрема в Сомалі, Східному Тиморі, на Соломонових Островах, Іраку та Афганістані.

## Дизайн
Основні відмінності між Land Rover Perentie і британськими Land Rover полягають у перенесенні запасного колеса в положення під задньою частиною багажного відділення, оцинкованому шасі та двигуні Isuzu. Оригінальний армійський контракт передбачав ряд незвичайних функцій, у тому числі можливість підвішування на вертольоті за один кут, не спричиняючи деформації шасі. Версія 6 x 6 має ширшу кабіну та задні мости з розподільними рессорами. 6 x 6 також має турбокомпресор. Початкове замовлення стосувалося 2500 автомобілів 4 x 4 і 400 автомобілів 6 x 6 між 1987 і 1990 роками, тоді як інші транспортні засоби були пізніше додані в рамках проєкту Bushranger.

## Історія
Назва Perentie походить від успішного тендеру компанії Land Rover на проєкт Perentie, який був офіційним випробуванням австралійської армії для вибору нових легкових автомобілів вагою 1 і 2 тонни. Під час випробувань Project Perentie моделі Land Rover/Isuzu 110 і 6 x 6 порівнювали з Jeep AM10, Mercedes-Benz 300GD і Unimog, а Toyota Land Cruiser оцінювали через два роки. Походження назви походить від виду ящірок Перенті (Varanus giganteus), які є найбільшими ящірками гоанна, що походять з Австралії.
Станом на лютий 2013 року Perenties утилізуються, а інші експлуатаційні агрегати замінюються на Mercedes-Benz G-Wagens у рамках проєкту Land 121.
Defender довів свою вразливість до протипіхотних мін і саморобних вибухових пристроїв, і нова армійська специфікація вимагає додаткової броні. Армійські Perenties замінюють неброньованими Mercedes G-Wagens.
«Автомобілі Land Rover, виготовлені для ADF за контрактами Perentie (1984–92) і Bushranger (1992–98), були спеціально розробленими транспортними засобами 4x4 і 6x6, виготовленими або в Мурбанку (Perentie), або в Аделаїді (Bushranger), і мали різні силові агрегати та трансмісію. системи для автомобілів Land Rover 110, виготовлених у Соліхалл на базі Defender, уже введено в експлуатацію. Джордж Фаулер, інженер LRA, який відповідає за розробку цього останнього серійного Land Rover 110, сказав, що замовлення на новий TD5 Defender стало проривом для LRA у програмі закупівель автомобілів ADF».
«Джордж Фаулер і його команда інженерів розробили концепт транспортного засобу на основі серійного Land Rover 110, який був схожий на існуючі транспортні засоби Perentie і Bushranger Land Rover 4x4 з точки зору системи управління водієм і допоміжного обладнання».

## Варіанти

### Варіанти 4X4

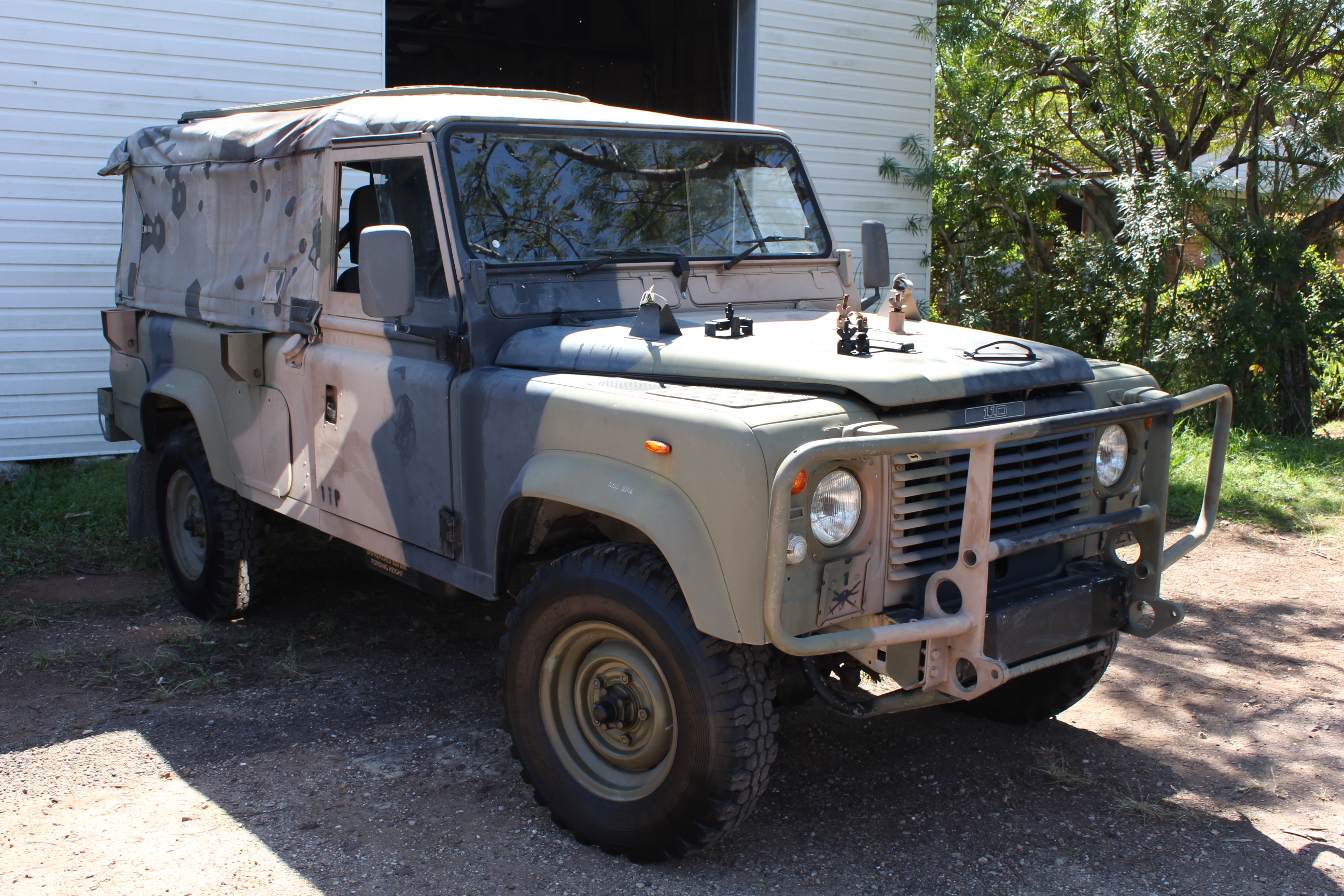
Знятий Land Rover Perentie 4X4 1989 року випуску

- Вантажівка, утиліта, легка вага, MC2 (категорія мобільності 2) (1222 транспортні засоби)
- Вантажівка, універсальний, легкий, лебідка, MC2 (314 транспортних засобів)
- Вантажівка, універсальний, легкий, FFR (підготовлений для радіо), MC2 (964 автомобілі)
- Вантажівка, універсальний, легкий, FFR, лебідка, MC2 (208 транспортних засобів)
- Вантажівка, панель, легка вага, дослідження, FFR, лебідка, MC2 (35 транспортних засобів)
- Вантажівка, Carryall, Lightweight, старший командир, FFR, лебідка, MC2 (11 транспортних засобів)
- Вантажівка, Carryall, Lightweight, Personnel Carrier, MC2 (38 транспортних засобів)
- Вантажівка, спостереження, легка, лебідка, MC2 (RFSV, автомобіль спостереження регіональних сил) (231 транспортний засіб)

### Варіанти 6X6

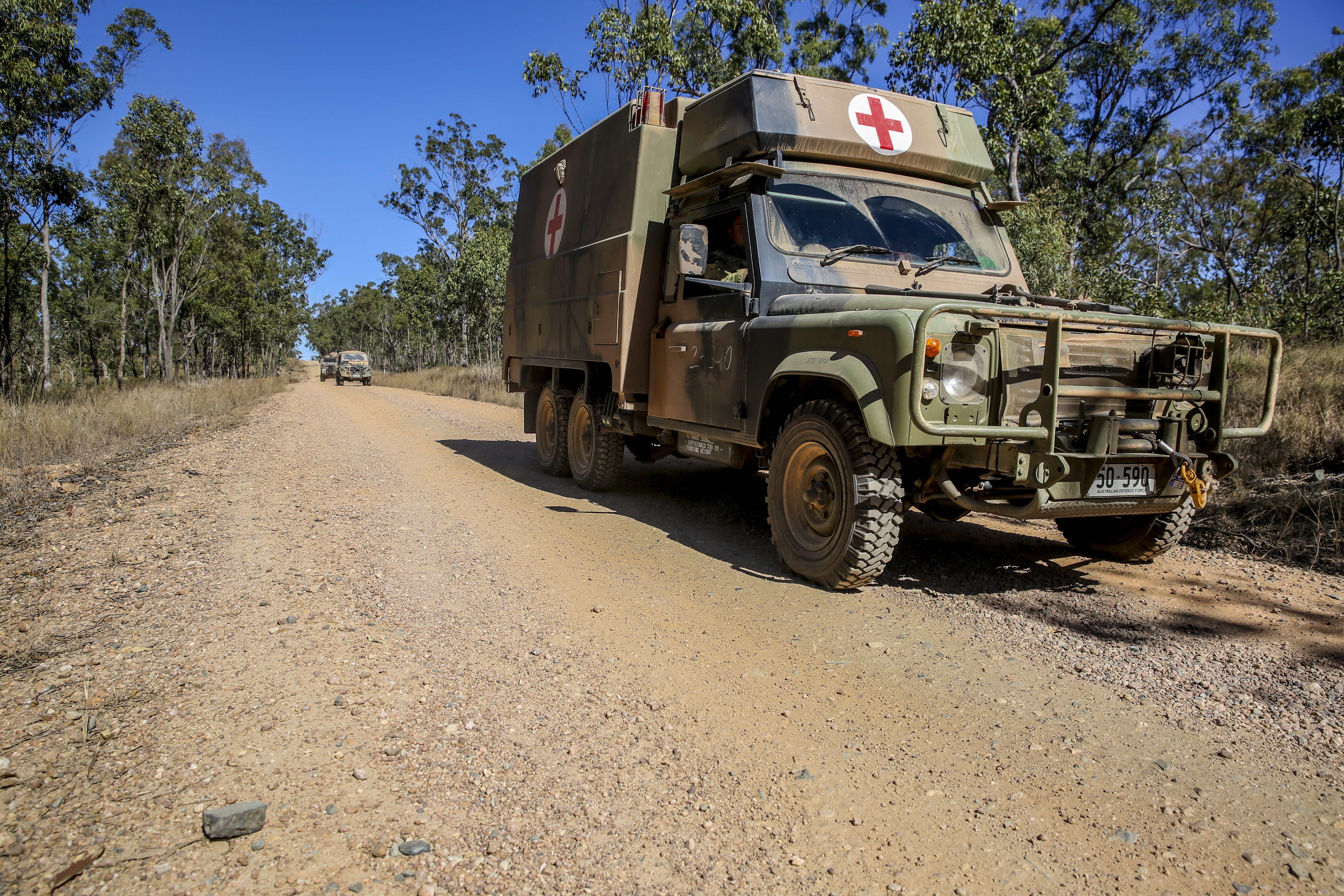
Швидка допомога у вправі Hamel у 2014 році

- Вантажівка, Cargo, Light, MC2 (215 транспортних засобів)
- Вантажівка, Cargo, Light, Winch, MC2 (32 транспортні засоби)
- Вантажівка, швидка допомога, 4 літри, FFR, лебідка, MC2 (94 автомобілі)
- Вантажівка, загальне технічне обслуговування, легка, лебідка, MC2 (GMV) (181 транспортний засіб)
- Вантажівка, ремонт електроніки, легка, MC2 (ERV) (40 транспортних засобів) і вантажівка, ремонтна майстерня Comsec *Автомобіль, легка, MC2 (12 транспортних засобів)
- Вантажівка, далекобійне патрулювання, світло, лебідка, MC2 (LRPV) (27 транспортних засобів)
- Вантажівка, протиповітряна оборона, легка, FFR, лебідка, MC2 (72 транспортні засоби)
- Вантажівка, кабіна екіпажу, світло, лебідка, MC2 (26 транспортних засобів)
- Вантажівка, саморобна машина піхоти, MC2 (номер невідомий)